# Kroonhertshoornvaren
De kroonhertshoornvaren (Platycerium coronarium) is een varen uit de eikvarenfamilie (Polypodiaceae). De plant groeit als epifyt groeit in takvorken of aan de zijkant van boomstammen. De soort is verwant aan de hertshoornvaren (Platycerium bifurcatum) die in Europa als kamerplant wordt gehouden.
De jonge planten hebben alleen een bladrozet van trechterbladeren. Deze zijn 50-100 cm lang, dikvlezig, zittend, schuin opstaand en hebben een breed hartvormige voet en tot 25 cm lange lobben aan de top. Door de trechterbladeren lopen uitspringende gevorkte nerven. De trechterbladeren blijven lang groen en vangen veel bladstrooisel op. Later worden ze bruin en buigen ze inwaarts over de opgevangen gecomposteerde bladresten die ze daardoor goed vasthouden.
Pas bij oudere planten verschijnen de hangende, meermaal gevorkte, sporendragende bladeren. Deze zijn bij de voet gedeeld in enkele korte slippen en één 1-4 m lange slip, die is verdeeld in bandvormige, 2-4 cm brede, vaak gedraaide segmenten en aan de voet, verborgen onder de korte slippen een halfcirkelvormige tot niervormige, tot 25 cm brede structuur heeft zitten. Onder de holle onderkant van deze structuur bevinden zich de sporen in bruinviltige sporenhoopjes.
De kroonhertshoornvaren komt oorspronkelijk voor van Myanmar tot op de Filipijnen. Tegenwoordig wordt de soort als sierplant in tropische parken gehouden.